# Plasmodium brasilianum
 (août 2018).
Si vous disposez d'ouvrages ou d'articles de référence ou si vous connaissez des sites web de qualité traitant du thème abordé ici, merci de compléter l'article en donnant les références utiles à sa vérifiabilité et en les liant à la section « Notes et références ».
Plasmodium brasilianum est un parasite qui infecte de nombreuses espèces de singes platyrrhines en Amérique du Sud et en Amérique centrale. Le simien Plasmodium brasilianum provoque la fièvre quartan chez les singes du Nouveau Monde et ressemble morphologiquement à Plasmodium malariae. L'analyse de la séquence de la protéine circumsporozoïte, de la protéine de surface des mérozoïtes 1 et de l'ARN ribosomal de la petite sous-unité de P. malariae et P. brasilianum a montré que les deux parasites étaient étroitement liés. La similarité entre les séquences de 18S de P. brasilianum et de P. malariae ne diffère de plus de 99% que dans les polymorphismes mononucléotidiques (SNP). Il est plausible que P. brasilianum dans les platyrrhines soit le résultat du transfert inter-espèces de P. malariae introduit dans le Nouveau Monde par les colons de l'ère post-colombienne.